# Championnat de France de rugby à XV de 1re division fédérale 2003-2004
 (juillet 2025).
Si vous disposez d'ouvrages ou d'articles de référence ou si vous connaissez des sites web de qualité traitant du thème abordé ici, merci de compléter l'article en donnant les références utiles à sa vérifiabilité et en les liant à la section « Notes et références ».
Navigation
Fédérale 1 2002-2003 Fédérale 1 2004-2005
Le championnat de France de rugby à XV de 1re division fédérale 2003-2004 voit s'affronter 48 équipes parmi lesquelles une est promue en Pro D2 et douze sont reléguées en Fédérale 2.
L'US Marmande et le RC Aubenas disputent cette saison de Fédérale 1, ayant été relégués de Pro D2.

## Phase préliminaire
48 équipes réparties en 4 poules de 12. Chaque équipe rencontre les 11 autres équipes de la poule en matches aller/retour - soit 22 rencontres par équipe.
À l'issue de la phase préliminaire : 
- les 2 équipes les mieux classées dans chaque poule sont qualifiées directement pour les huitièmes de finale - soit 8 équipes.
- les équipes classées de la 3e à la 6e place disputent des barrages. Les vainqueurs des barrages sont qualifiés pour les huitièmes de finale - soit 8 équipes.
- les 3 derniers de chaque poule - soit 12 équipes - sont relégués en Fédérale 2.

## Phase finale
- Tous les matchs sont à élimination directe sauf les demi-finales qui se jouent en match aller-retour.
- Le vainqueur de la phase finale est remporte le Championnat de France de rugby à XV de 1re division fédérale et accède à la Pro D2.

## Résultats

### Saison régulière
| Pos | Équipe                        | Points |
| --- | ----------------------------- | ------ |
|     | US bressane                   |        |
|     | US Tours                      |        |
|     | AC Bobigny                    |        |
|     | CS Lons Jura                  |        |
|     | RC Orléans                    |        |
|     | RCS Rumilly                   |        |
|     | RC Arras                      |        |
|     | RC Chalon                     |        |
|     | RC Strasbourg                 |        |
|     | RC Vichy                      |        |
|     | US Montmélian                 |        |
|     | CS Villefranche-sur-Saône (P) |        |

| Pos | Équipe                | Points |
| --- | --------------------- | ------ |
|     | RC Nimes              |        |
|     | Pays d'Aix RC         |        |
|     | Aubenas (R)           |        |
|     | AS Bédarrides         |        |
|     | RO lunellois (P)      |        |
|     | SO millavois          |        |
|     | Beaurepaire (P)       |        |
|     | RO Grasse             |        |
|     | Valence sportif       |        |
|     | Céret sportif         |        |
|     | La Seyne              |        |
|     | Marseille Provence XV |        |

| Pos | Équipe               | Points |
| --- | -------------------- | ------ |
|     | Marmande (R)         |        |
|     | Saint-Paul SR        |        |
|     | Blagnac SCR          |        |
|     | AS Fleurance         |        |
|     | SA Mauléon           |        |
|     | Saint-Jean-de-Luz OR |        |
|     | Lombez Samatan club  |        |
|     | Stade lavelanétien   |        |
|     | US La Teste          |        |
|     | FC TOAC TOEC (P)     |        |
|     | US Morlaàs           |        |
|     | SA Saint-Sever       |        |

| Pos | Équipe              | Points |
| --- | ------------------- | ------ |
|     | UA Gaillac          |        |
|     | Stade bordelais     |        |
|     | FC Oloron           |        |
|     | SC Graulhet         |        |
|     | Stade poitevin (P)  |        |
|     | FC villefranchois   |        |
|     | Boucau Tarnos stade |        |
|     | Cahors Rugby (P)    |        |
|     | FC Lourdes          |        |
|     | Avenir valencien    |        |
|     | EV Malemort BO      |        |
|     | Stade niortais (P)  |        |

### Phase finale
Les demi-finales se jouent en match aller-retour. Les points marqués lors de chaque match sont séparés par une barre verticale « | ». Le vainqueur est celui qui a marqué le plus de points sur l'ensemble des deux rencontres.

### Finale
| Samedi 20 juin 2004 | Stade bordelais | 12 - 21 (12 - 12) | Pays d'Aix rugby | Stade Noël-Pélissou, Graulhet Arbitre : Dal Maso |
| Samedi 20 juin 2004 | Pénalité(s) : 3 Khrist Kopetzky (11e), Khrist Kopetzky (19e), Khrist Kopetzky (39e) Drop(s) : 1 Khrist Kopetzky (29e) |                   | Pénalité(s) : 6 Guillaume Marque (14e), Guillaume Marque (30e), Guillaume Marque (40e, Guillaume Marque (45e), Guillaume Marque (67e), Guillaume Marque (80e Carton(s) jaune(s) : 2 Olivier Rosemplatt (7e), Jean-Luc Aqua (37e) | Stade Noël-Pélissou, Graulhet Arbitre : Dal Maso |
| Samedi 20 juin 2004 | |                   | | Stade Noël-Pélissou, Graulhet Arbitre : Dal Maso |

| Titulaires · Pierre Blanchard 15 · Nicolas Agard 14 · Florent Torregaray 13 · Régis Laborde 12 · Pierre Froustey 11 · 75e Khrist Kopetzky 10 · 80e Benjamin Andreu 9 · 45e Christophe Jean-Pierre 8 · Philippe Bernachot 7 · Cédric Jacques 6 · Sacha Medintzieff 5 · 70e Rémi Espitalier 4 · 64e 72e Frédéric Faner 3 · 74e Vincent Lagrave 2 · 54e Bernard Alfonso 1 · Remplaçants · 64e 72eXavier Blanquet 16 · 74e Jérome Bernard 17 · 54e Jérome Scheibel 18 · 70e Vincent Bernachot 19 · 45e Xavier Boulpiquante 20 · 80e Maxime Leloup 21 · 75e Waisale Serevi 22 · Entraîneur · Patrick Verge, Patrick Laporte |  | Titulaires · 15 Julien Bujard 78e · 14 Bedel Dogoui · 13 Domingo De Faria · 12 Fabrice Sergeant · 11 Laurent Cadau · 10 Guillaume Marque · 9 Arnaud Vercruysse 74e · 8 Jean-Luc Aqua 47e · 7 Manuel Prospero · 6 Antoine Rengnet · 5 Samuel Conchy 56e · 4 Olivier Rosemplatt · 3 Abdel Hadad · 2 Hervé Di Noia 51e · 1 Jean-Claude Billon 47e · Remplaçants · 16 Arnauld Tchougong 51e · 17 Christophe Berenger 47e · 18 Kader Kehiha 56e · 19 Fabien Daumas 47e · 20 Stéphane Guyot 78e · 21 Stephen Lericheux 74e · 22 Sébastien Clerget · Entraîneur · Christian Nussbaum, Thierry Fournier |

## Promotions et relégations

### Club promu en Pro D2
Pays d'Aix RC